# SIMI LAB
SIMI LAB（シミラボ）は、日本のヒップホップユニット。2007年に結成。

## 来歴
2007年、神奈川県にてヒップホップトリオ「IDB（OMSB'Eats、DJ ATTO、MAB）」と、ヒップホップグループ「SVC（QN所属）」が合体する形で結成。町田市のクラブ「FLAVA」でイベント「GROOVE.POT」を主催し、デモ音源「DISCMAGAZINE」を不定期に配布。2008年後半にはMySpace上でラジオショウ「ぶっ飛ばさNIGHT!!」を定期的に配信。
2008年後半から2009年にかけて、QNとOMSB'Eats、DJ ATTO以外のメンバーが脱退。その後、DyyPRIDE、MARIAらが加入。2009年末に楽曲「WALKMAN」のミュージック・ビデオをYouTubeで発表し、話題となる。このビデオについては「ノリで撮った」としている。同楽曲はQNがEarth No Mad名義発売したアルバム『Mud Day』に再録バージョンで収録されている。
派生ユニットJ.T.F（DJ JUMA、Tuna、Funa）とDJ Hi'Specでミックス・アルバム『Round Here』を2011年2月18日に発売。また、同アルバムから4曲とQNの新曲を追加したものを4月1日にフリーダウンロードで公開した。
2011年11月11日、1stアルバム『Page 1 : ANATOMY OF INSANE』を発売。2012年5月、QNがOMSB'EatsへのDIS曲「Omsbeef」を発表。その後6月12日にQNの脱退を発表。同年11月30日、恵比寿リキッドルームにてイベント「SIMI LOUNGE」を主催。
2014年3月5日、2ndアルバム『Page 2 : Mind Over Matter』を発売。

## メンバー
全メンバーの母語は日本語であり、MARIA、RIKKIのみが英語を話せる。また、メンバーは外見で英語を話せると思われるために、「英語が嫌いになりそう」、「恨んだこともある」と述べ、コンプレックスであるとしている。
- OMSB（MC、トラックメイカー）
アメリカと日本のハーフ。幼少期に両親が離婚。義理の父親がおり、義父の方が付き合いが長いと述べた。高校2年ぐらいの頃にターンテーブルを購入[2]。旧名及び別名は、OMSB'Eats、WAH NAH MICHEAL、Funa。
- MARIA（MC）
青森県三沢市出身。後に横浜に住まいを移す。父親が在日米軍のアメリカ人[注 1]であり、母親は日本人[3]。DyyPRIDEとの出会いは、横須賀のクラブで逆ナンパした事がきっかけ[注 2][1]。2013年7月12日に1stソロ・アルバム『Detox』を発売。
- Hi'Spec（DJ、トラックメイカー）
純日本人[2]。
- USOWA（MC、トラックメイカー）
- JUMA（MC）
- MA1LL（デザイナー）
- DJ ZAI（DJ）
- RIKKI（MC、トラックメイカー）

### 旧メンバー
- QN（MC、トラックメイカー）
純日本人[1]。別名は、Earth No Mad、Tuna。
- DyyPRIDE（MC）
横浜出身。父親がガーナ人であり、母親は日本人。曽祖父は1960年に日本にガーナ大使館が建つ際に日本に来たガーナ大使一行の1人。初めて自分で買ったCDは、50セントの『ゲット・リッチ・オア・ダイ・トライン』[3]。2011年7月15日に1stソロ・アルバム『In The Dyyp Shadow』、2013年3月8日に2ndアルバム『Ride So Dyyp』を発売。
- DJ 193（DJ）
- DOMU YORK（MC）
- DJ ATTO（DJ、トラックメイカー）
- MABU（MC）
- SAISYU（MC）
- JOE（MC）
- 9LAPE（MC）
- WEEDCUT（MC、トラックメイカー）
- Φ（シンガー）

## ディスコグラフィ

### アルバム
- 『Page 1 : ANATOMY OF INSANE』（2011年11月11日、SUMMIT）
- 『Page 2 : Mind Over Matter』（2014年3月5日、SUMMIT）

### ソロ・ユニット
- DJ Hi'Spec & J.T.F from SIMI LAB
  - 『Round Here』（2011年2月18日、ミックス・アルバム、SUMMIT）
- J.T.F from SIMI LAB
  - 『ROUND HERE: FREE DL』（2011年4月1日、フリーダウンロード）
- DyyPRIDE
  - 『In The Dyyp Shadow』（2011年7月15日、アルバム、SUMMIT）
  - 『Ride So Dyyp』（2013年3月8日、アルバム、SUMMIT）
- DJ ZAI
  - 『CAPITAL Z』（2012年10月17日、アルバム、Unbreakable Production）
- MARIA
  - 『Detox』（2013年7月12日、アルバム、SUMMIT）
- RIKKI
  - 『BLACKGATE』（2014年9月24日、アルバム、rev3.11）

## 客演
- METEOR
  - MOTEL feat. DEJI, QN, OMSB'Eats & CUTE（2009年11月27日）
- RAU DEF
  - とりまえず Remix feat. 仙人掌 (MONJU) & MARIA（2010年）
- LOWPASS
  - Smell feat. QN & OMSB'Eats（2011年12月14日）
- ROUNDSVILLE
  - Tripping Out feat. Ijoff, QN & Mariya from SIMI LAB（2012年1月18日）
- DJ PMX
  - HIP HOP HOLIC feat. Cherry Brown, KNUX, QN & MARIA（2012年2月8日）
  - 神輿 Say Wobble feat. Juma from SIMI LAB（2012年2月14日）
- MSN mc's（KYN, QN, KKD, DEDARA）
  - 音楽硬派（2012年3月13日）
- DCPRG
  - マイクロフォン・タイソン feat. SIMI LAB（2012年3月28日）
  - Uncommon Unremix feat. SIMI LAB（2012年3月28日）
- 田我流
  - ハッピーライフ feat. QN, OMSB, MARIA from SIMI LAB（2012年4月11日）
- DJ BEERT
  - EXCLUSIVE #7 by RAU DEF & JUMA（2012年6月29日）
- KLEPTOMANIAC
  - LA NINA feat. RUMI & MARIA（2012年8月8日）
- SUNNOVA
  - Mr feat. USOWA（2012年9月12日）
- KYN from SD JUNKSTA
  - WHAT'S YOUR FREEDOM feat. MARIA & SALU（2012年12月14日）
- SOAKUBEATS
  - Watcher feat. OMSB（2012年12月24日）
  - Kill Em All feat. MARIA（2012年12月24日）
- MARIA feat. DOMU YORK From SIMI LAB
  - Maria VS Jason（2013年2月1日）
- GIVVN
  - GGarbage Can feat. DyyPRIDE（2013年5月15日）
- JAZZ DOMMUNISTERS
  - DRIVE feat. OMSB & AI ICHIKAWA（2013年11月6日）
  - FOOD feat. MOE, MARIA, OMSB & AI ICHIKAWA（2013年11月6日）
  - XXL feat. MARIA & AI ICHIKAWA（2014年11月6日）
  - 夜戦と恋愛 feat. AI ICHIKAWA, DyyPRIDE & OMSB（2013年11月6日）
  - AGITATION feat. MOE & DyyPRIDE（2013年11月6日）
  - NEW DAY feat. OMSB（2013年11月6日）
- CAMPANELLA
  - Mothership Connection feat. MARIA（2014年4月30日）
- DJ SOULJAH
  - aaight feat. KOHH & MARIA（2014年7月9日）